# Österreich
österreich (яп. オストライヒ, остораіхі) — сольний японський музичний проєкт заснований колишнім гітарістом the cabs Куніміцу Такахасі. В створенні пісень беруть участь різні виконавці залежно від пісні.
Назва проєкту «österreich» означає «Австрія» в німецькій мові і вимовляється як «естарайх», а не «остерайх».

## Історія
- 27 лютого 2013 року, гурт the cabs розпадається через зникнення Куніміцу Такахасі.

- У січні 2015 року було надано пісню "Munō" (яп. 無能, муно) як музичну тему для аніме «Tokyo Ghoul √A» за пропозицією оригінального автора манґи Ішіди Суї. Запрошеним вокалістом пісні стала Ай Камано (в минулому вокалістка групи haisuinonasa (яп. ハイスイノナサ, хайсуінонаса))[1].

- 4 березня 2015 року, вийшов сингл "Munō" (яп. 無能, муно).

- 1 жовтня 2015 року, пісню "Zeitaku na Hone" (яп. 贅沢な骨, зеітаку-на хоне), було надано для гри «Tokyo Ghoul JAIL» на PS Vita. Запрошеним вокалістом пісні стала Ай Камано.
- У 2018 році, було створено пісню "Rakuen no Kimi" (яп. 楽園の君, ракуен-но кімі) як фінальна музикальна тема для другого сезону аніме «Tokyo Ghoul: re»[2]. Запрошеними музикантами стали: Мізукі Іїда з гурту cinema staff (гітара, вокал), Дайго Ямаґучі з гурту People In The Box (ударні) та Ай Камано (вокал).
- 15 серпня 2019 року, було оголошено про приєднання до лейблу Perfect Music Inc.
- 3 жовтня 2019 року, вперше виступили як österreich у прямому ефірі Bi-Phase Brain «L side» разом з TK from Ling tosite sigure, який проходив у Shinkiba STUDIO COAST.
- 13 березня 2020 року відбувся перший живий виступ в Shindaita FEVER з назвою "Кінець багатьох часів" (яп. 幾度目かの最期, іку-доме-ка-но сайго)[3].
- 26 червня 2020 року, вийшов мініальбом "Shiki" (яп. 四肢, шіші)
- 30 квітня 2021 року, було проведено перший сольний концерт «österreich presents Limbs no Context' Live Streaming».

## Музиканти, які брали участь

### Вокалісти
Ай Камано — в минулому учасниця гурту haisuinonasa (яп. ハイスイノナサ, хайсуінонаса).
Мізукі Ііда — учасник гурту cinema staff.
Мей Конно — гурт aminos (あみのず).
Юсуке Кобаясі — гурт THE NOVEMBERS.

### Піаністи
Ватару Сато — з Gecko & Tokage Parade.

### Бас-гітаристи
Йосіхіде Івакубо
Сохей Місіма — з гуртів cinema staff та peelingwards.

### Ударні
Дайго Ямаґучі — учасник гурту People In The Box.
GOTO — гурти DALLJUB STEP, To Predetermined Lovers та Raisan.

### Скрипачі
Ан Сухара

## Дискографія

### Сингли
| №   | Дата випуску        | Назва                                           | Пісні |
| --- | ------------------- | ----------------------------------------------- | --- |
| 1-й | 4 березня 2015 року | "Munō" (яп. 無能, муно)                         | 1. "Munō" (яп. 無能, муно) 2. "Jōdan" (яп. 冗談, дзьодан) 3. "guide beacon" (яп. ガイドビーコン, ґайдо-бікон) |
| 2-й | 10 жовтня 2018 року | "Rakuen no Kimi" (яп. 楽園の君, ракуен-но кімі) | 1. 楽園の君 2. 楽園の君(Instrumental) 3. 楽園の君(TV edit)                                                    |

### Мініальбоми
| №   | дата випуску     | назва                   | Включені пісні |
| --- | ---------------- | ----------------------- | --- |
| 1-й | 26 червня 2020 р | "sisi" (яп. 四肢, шіші) | 1. swandivemori 2. film (яп. 映画, ейґа) 3. I'll take you everywhere (яп. きみを連れてゆく, кімі-о цурете юку) 4. Bestiary     |
| 2-й | 24 червня 2022 р | «Dearly Departed»       | 1. Family Conclusion (яп. 家族の結末, казоку-но кецумацу) 2. caes 3. Luxurious bones - Arranged 4. Question 5. Dearly Departed |

### Участі в інших проєктах
1. mudy on the 昨晩 «An Instrumental» (8 березня 2023 р.)
5.なななのか feat.österreich
2. Zankyou record Compilation vol.3 -brightest hope- (29 серпня 2012)
4.P.S. I love you momo

## Музичні відео
| Директор          | Назва пісні      |
| Куніміцу Такахаші | «Muno „          |
| Міллер Рейчел Чі  | “Rakuen no Kimi» |